# پراگ ۹
پراگ ۹ (به لاتین: Prague 9) یک منطقهٔ مسکونی در جمهوری چک است که در پراگ واقع شده‌است. پراگ ۹ ۱۳٫۳۱ کیلومتر مربع مساحت و ۵۰٬۳۶۴ نفر جمعیت دارد.